# St. Margaretha (Frasdorf)

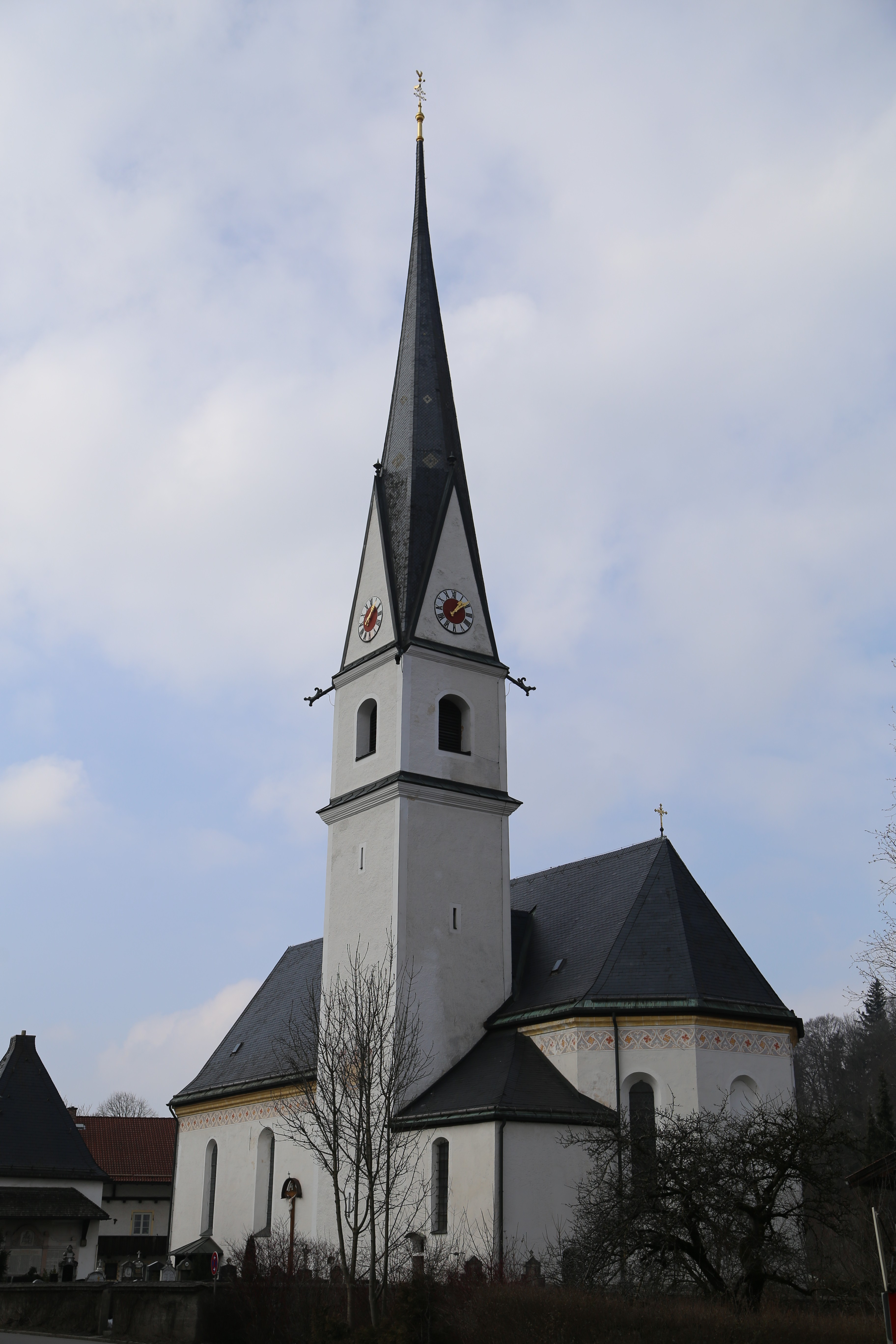
St. Margaretha

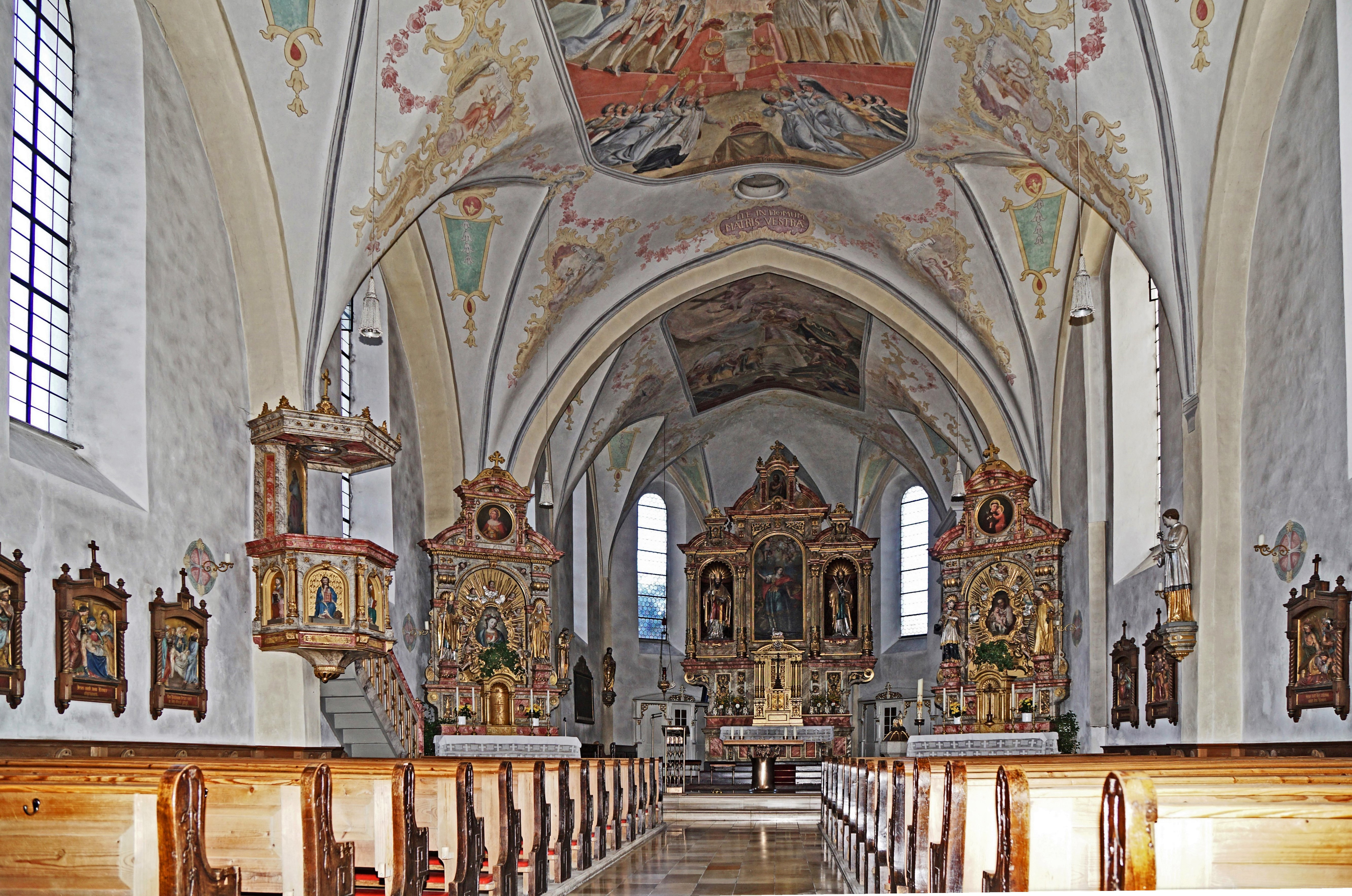
Innenansicht

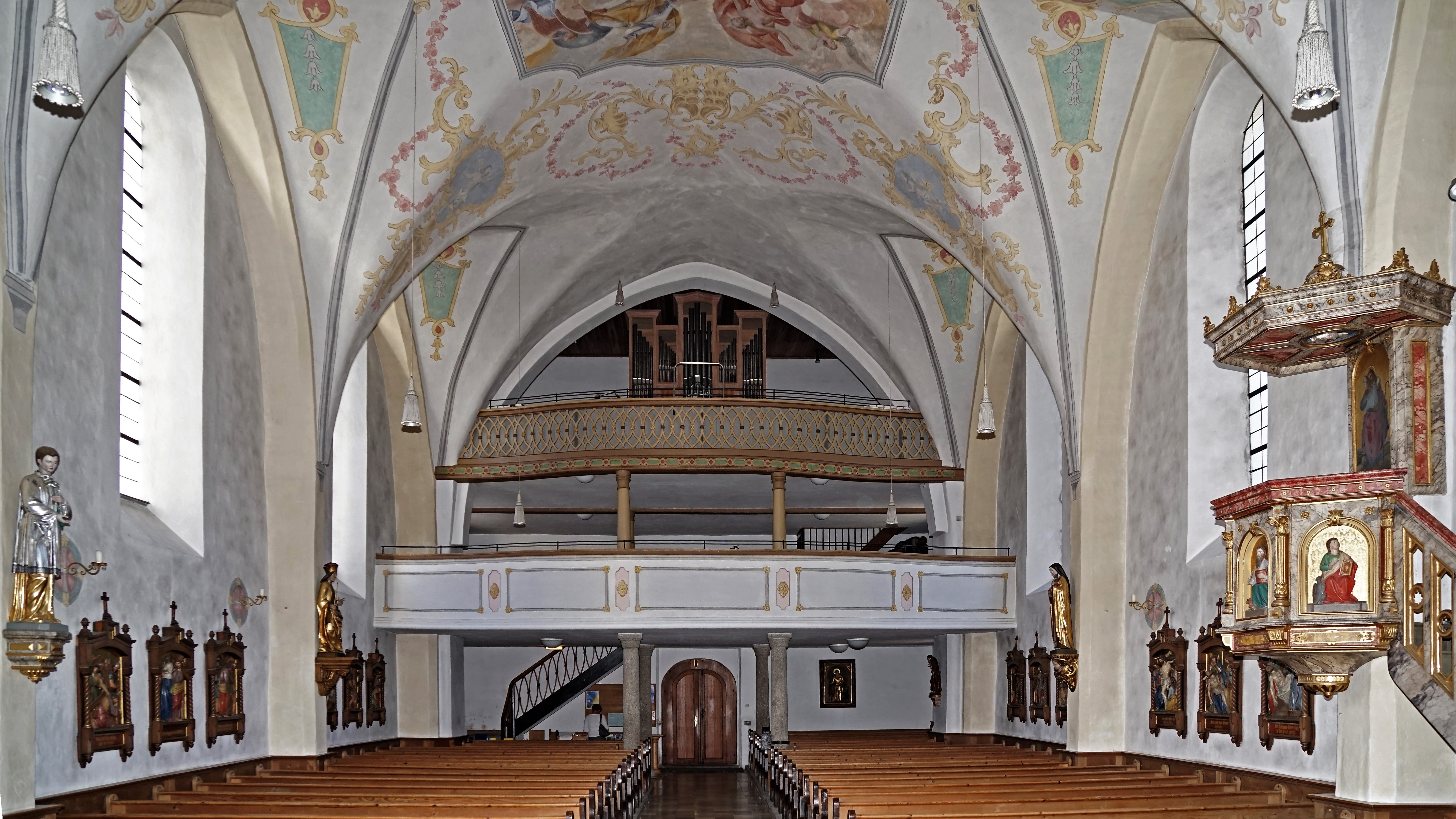
Blick zur Orgelempore

Die Pfarrkirche St. Margaretha in Frasdorf gehört zum Pfarrverband Oberes Priental der Erzdiözese München und Freising. Sie steht im Ortszentrum und ist von einem Friedhof mit südseitiger Kapelle umgeben.

## Geschichte
Die heutige Kirche wurde in der Zeit der Spätgotik errichtet und in mehreren Bauabschnitten um- oder neu gebaut. Langhaus und Chor wurden um 1496 erbaut. Die Gewölbe gehen auf die Bauperiode 1509/11 zurück. Die Kirche wurde am 5. April 1513 vom Bischof von Chiemsee, Bertold Pürstinger, neu geweiht. Die gotischen Fensterspitzbogen wurden 1676/78 in Rundbogen geändert.
1807 wurde die Sakristei aufgestockt und das neue Obergeschoss als Oratorium eingerichtet.
Die vier 1903 gestifteten neuen Glocken wurden 1917 während des Ersten Weltkrieges eingeschmolzen. 1921 stiftete die Pfarrgemeinde neue Glocken, die im Zweiten Weltkrieg 1942 bis auf die kleinste eingeschmolzen wurden. 1949 wurde wieder ein vollständiges Glockenensemble angeschafft.

## Bauwerk
Der Turm von 1764/65 hat einen achteckigen Spitzhelm mit Spitzgiebeln und endet mit einem vergoldeten Turmkreuz. Die drachenkopfförmigen Wasserspeier weisen auf die hl. Margaretha. Den Turm ziert eine Sonnenuhr mit dem Bruderschaftsbild Mutter der schönen Liebe.
1934/36 wurde die Kirche um ein Joch nach Westen verlängert. Bei der anschließenden Innenrestaurierung wurden die alten Gewölbemalereien entdeckt und die 1864 und 1912 übermalten Deckengemälde von 1761 (Joseph Anton Höttinger, Maler in Rosenheim) freigelegt. Die „Hierybei erloffenen Unkosten sind von Georg Paur, Herrschaftlicher Preumaister zu Hohenaschau freywillig bestritten und dem von Michl Ebersperger, Stein zu Günerting, etwelcher Beytrag gemacht worden“. Georg Paur war gebürtiger Frasdorfer, Sohn des Petermesner. Höttinger malte im Presbyterium und im Kirchenschiff je ein großes Deckengemälde und umrahmte diese mit Stuckmalerei und seitlichen Kartuschenfresken. Im Chor sind die hl. Margaretha mit ihrem heidnischen Vater vor dem Statthalter von Antiochien, im Langhaus die Weihe der Herzen der Marienbruderschaftsmitglieder an das von Engeln getragene Bruderschaftsbild Mutter der schönen Liebe dargestellt.
Vom Chor gelangt man an der Südseite durch ein Schulterportal mit eisenbeschlagenem Türblatt in die Sakristei.
1978 wurden Kirchendach, Mauerwerk und Fundamente restauriert. Dabei wurde ein wertvoller gotischer Fries aus der Entstehungszeit der Kirche entdeckt.

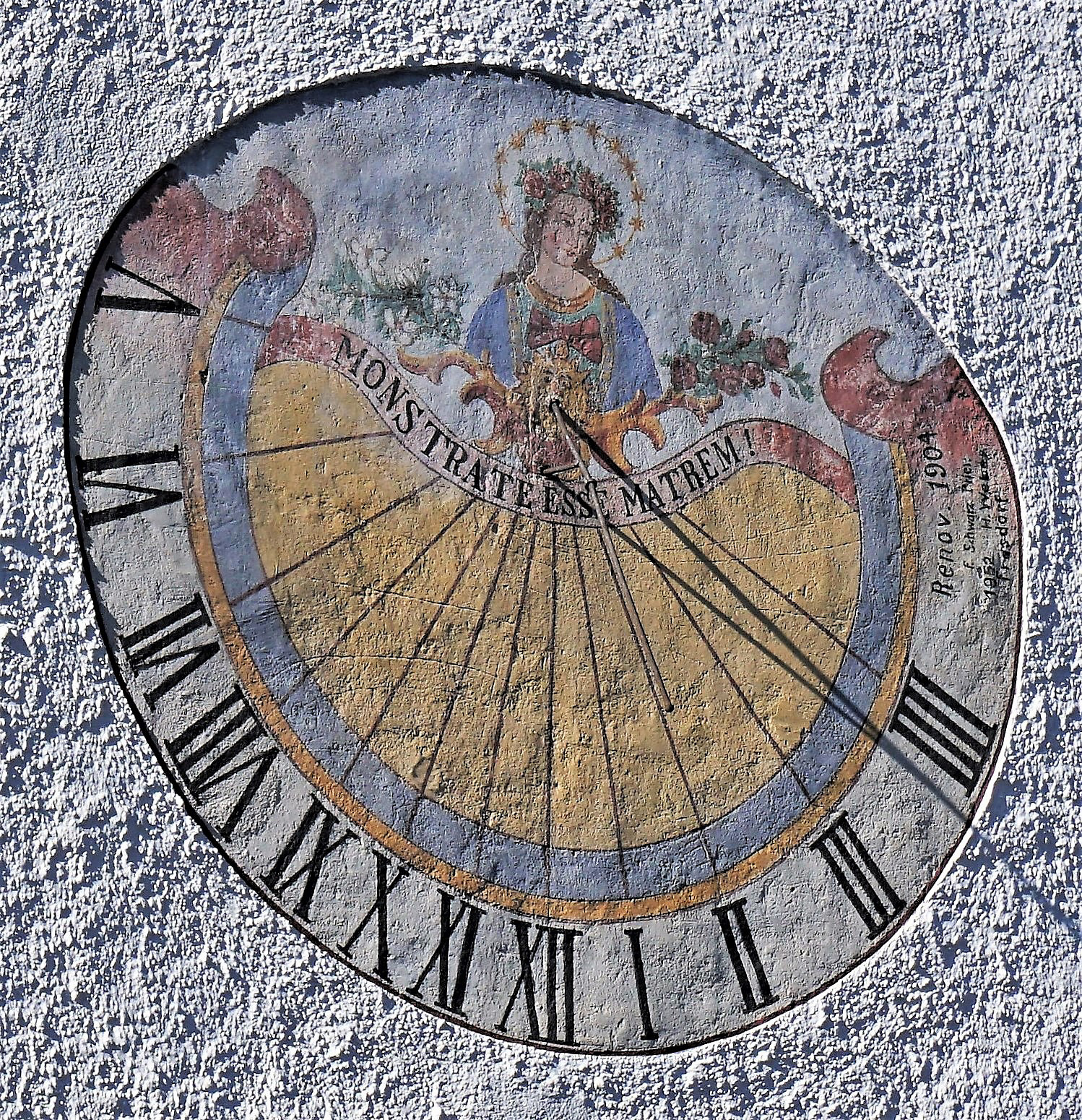
Sonnenuhr am Kirchturm
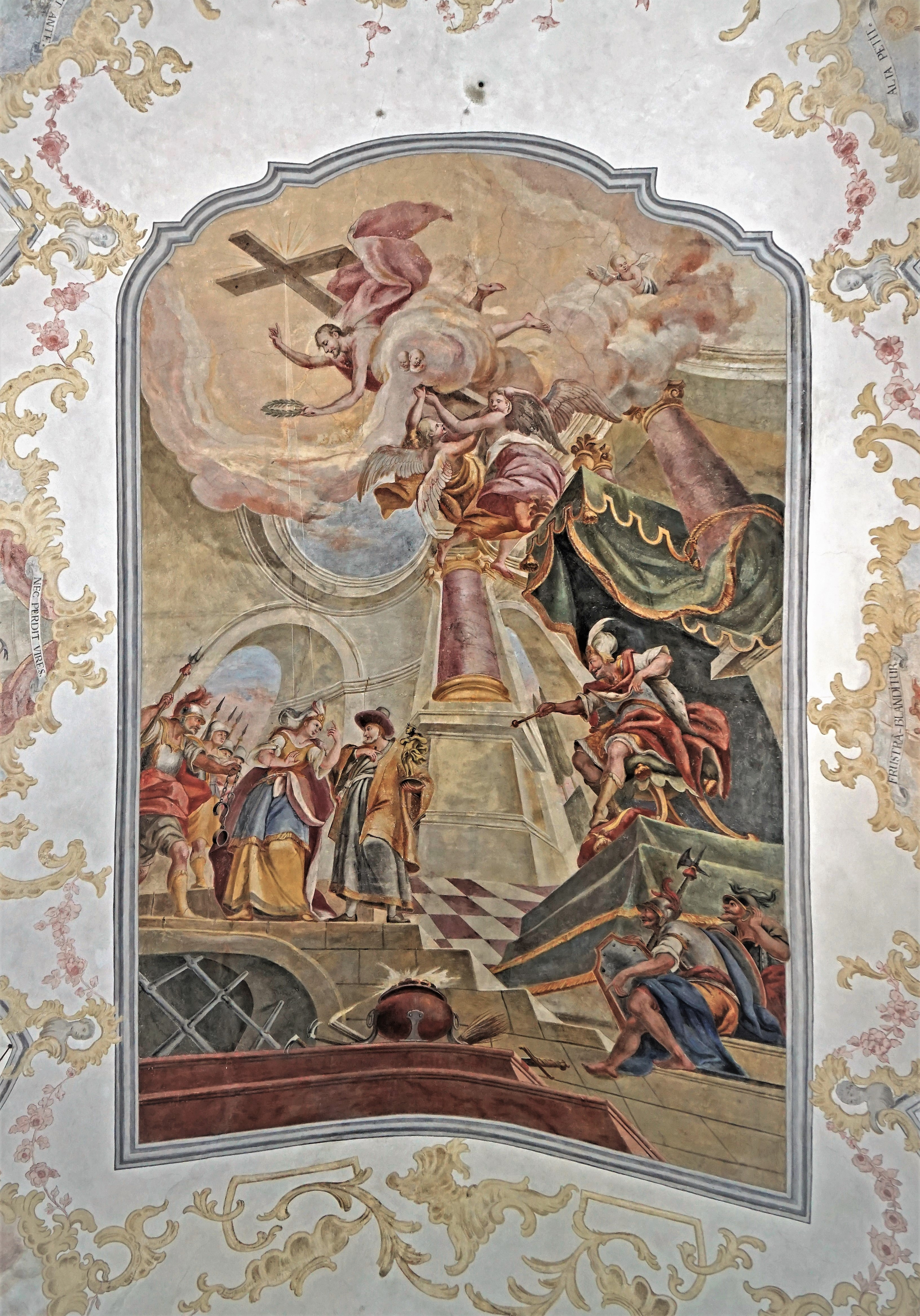
Deckenfresko im Chor
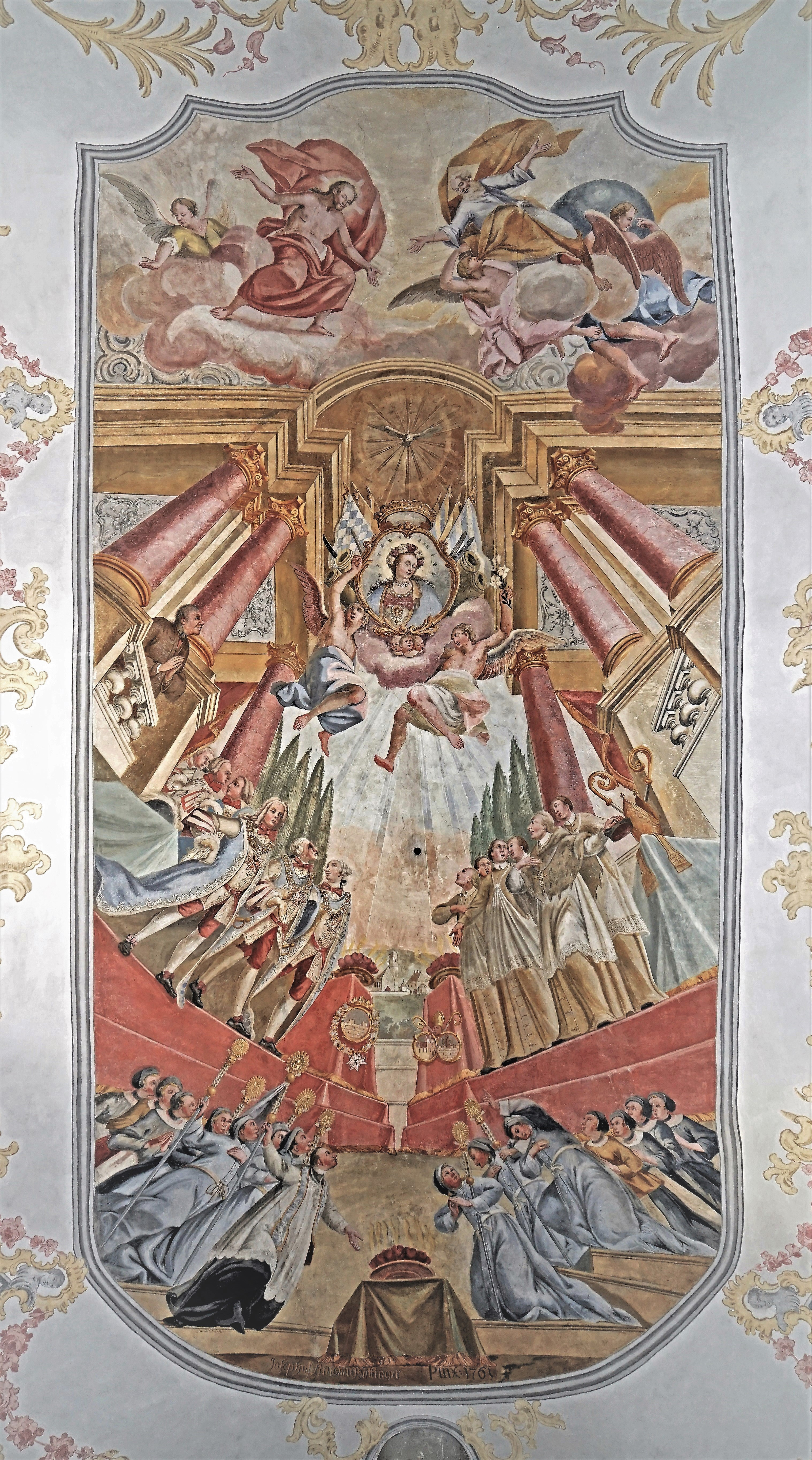
Deckenfresko im Langhaus
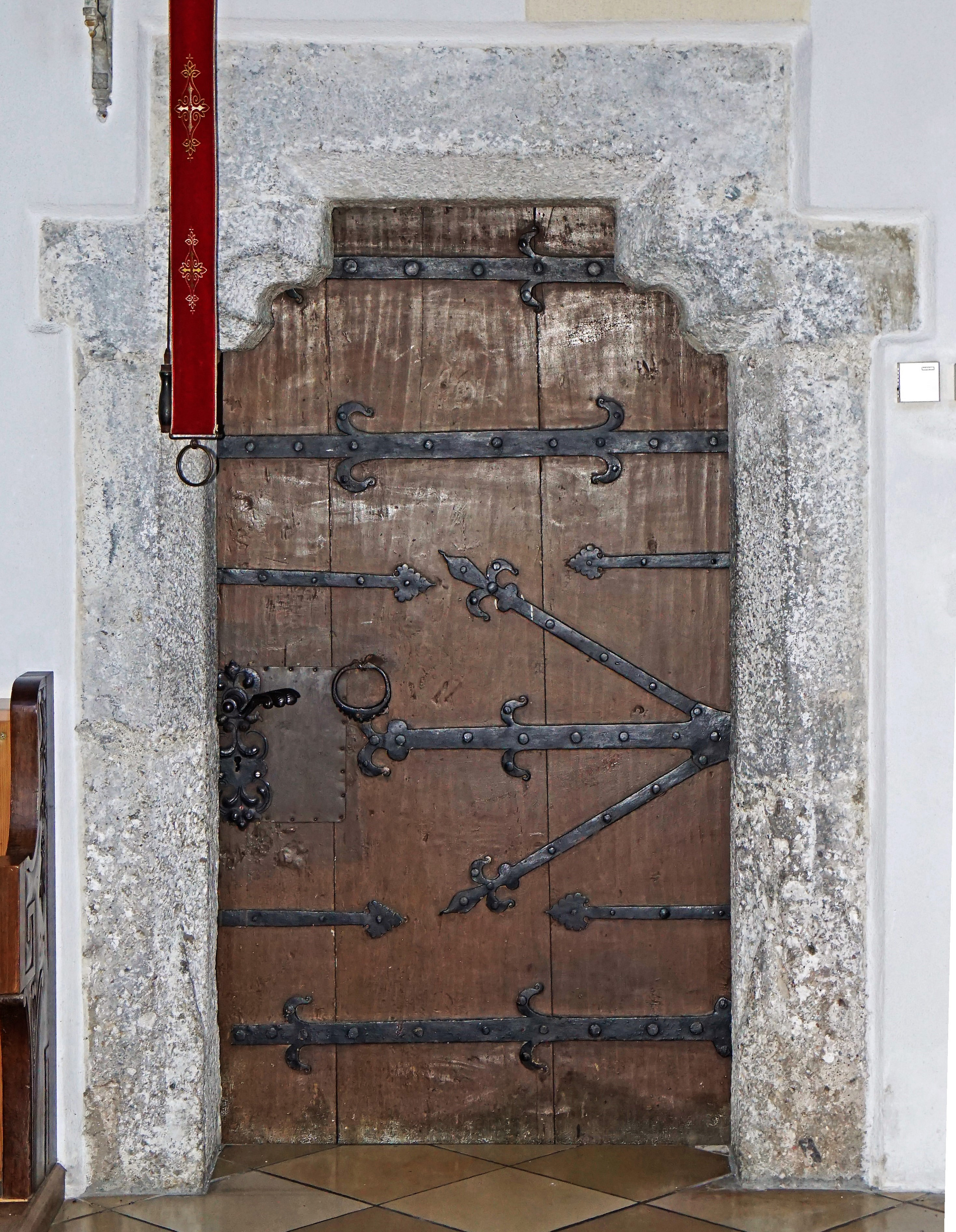
Das Sakristeiportal

## Einrichtung

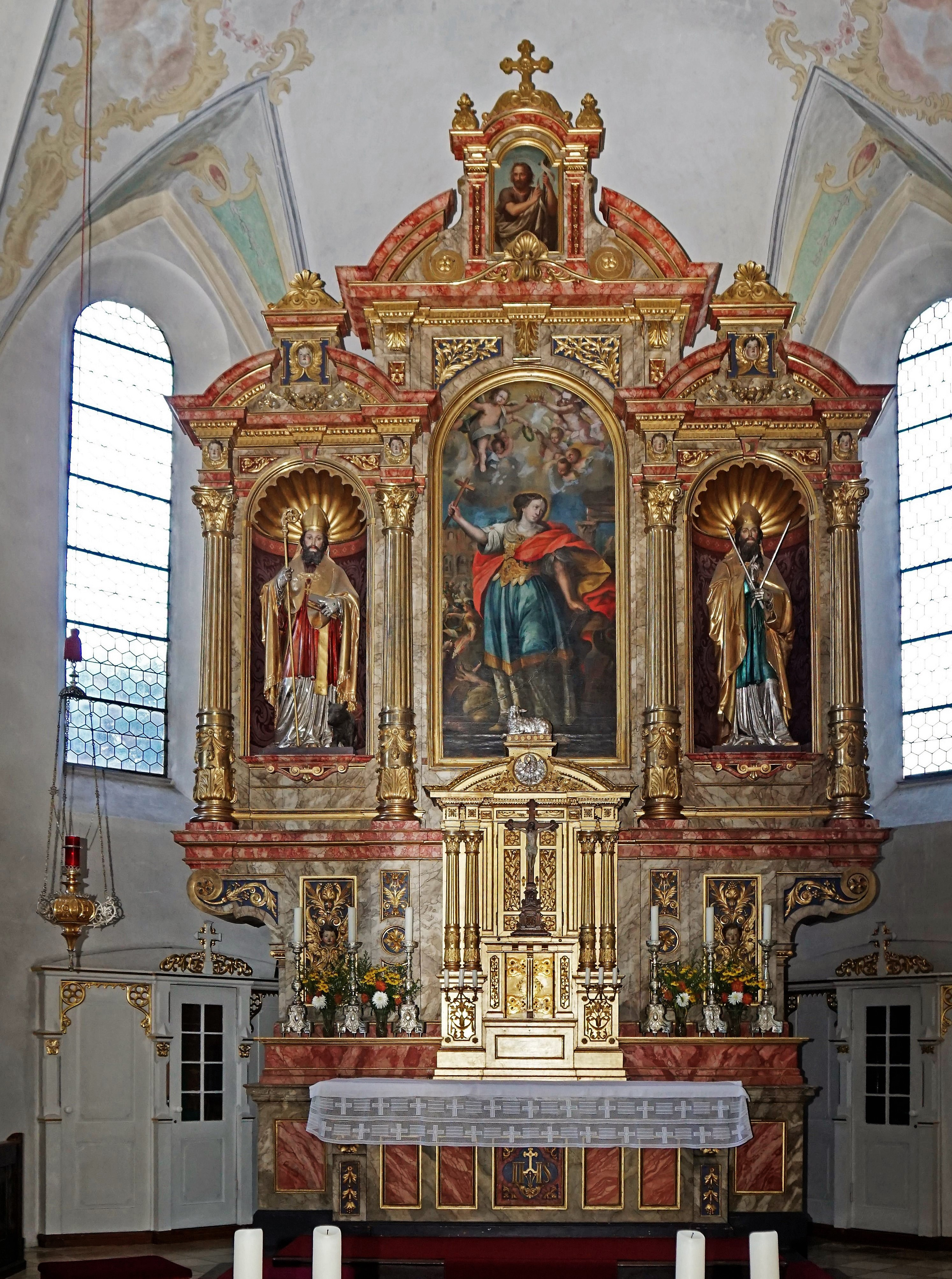
Der Hochaltar

Das 1683 von Jacob Carnutsch geschaffene Gemälde des Hochaltars zeigt die heilige Margarethe. Assistenzfiguren sind links der heilige Korbinian, rechts der heilige Blasius. Im Aufsatzbild ist Johannes der Täufer dargestellt.
Das Altarbild des linken Seitenaltars, des „Bruderschaftsaltars“ zeigt die Mutter der schönen Liebe (um 1761). Aus der gleichen Zeit stammt der rechte Seitenaltar, der Josephsaltar.
Die klassizistische Kanzel stammt von 1724; die vorherige kam nach Höhenberg. An der Brüstung des Korbes sind Figuren der Evangelisten zu sehen, an der Unterseite des Schalldeckels der Heilige Geist in Gestalt einer Taube; das Gemälde in der Rückwand zeigt Jesus den guten Hirten. Der schlichte Taufstein mit neugotischem Holzdeckel und Taufgruppe ist von 1869.

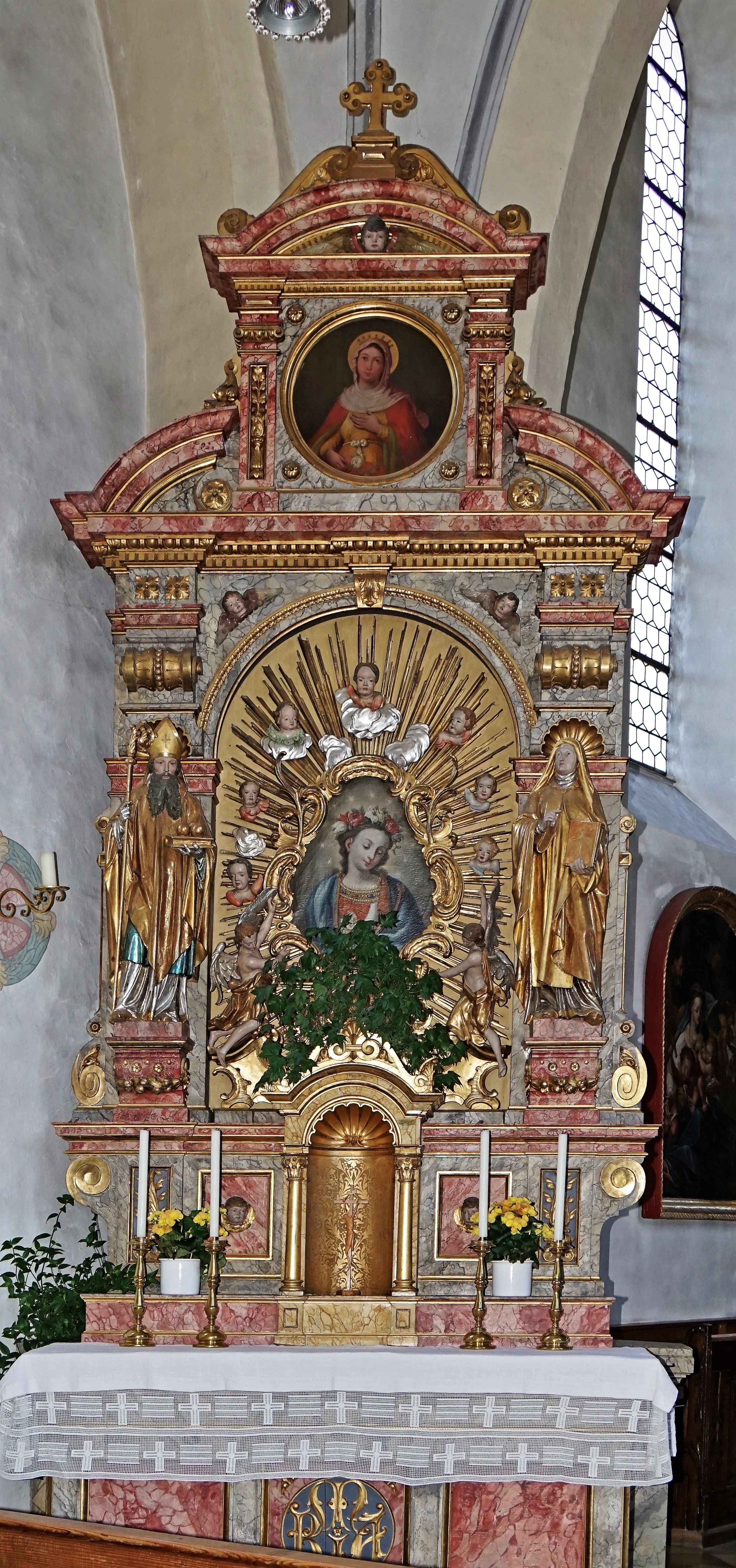
Linker Seitenaltar
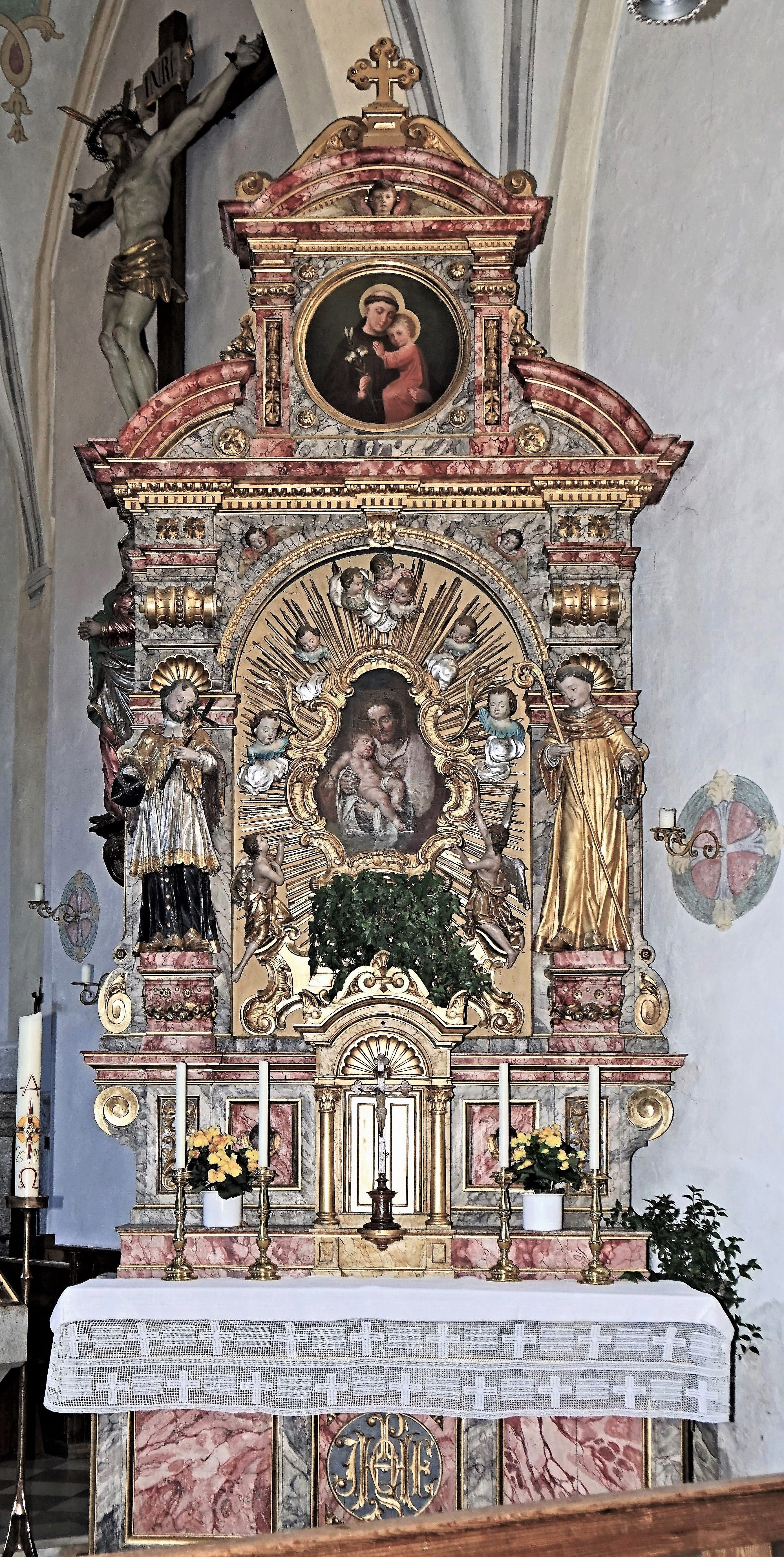
Rechter Seitenaltar
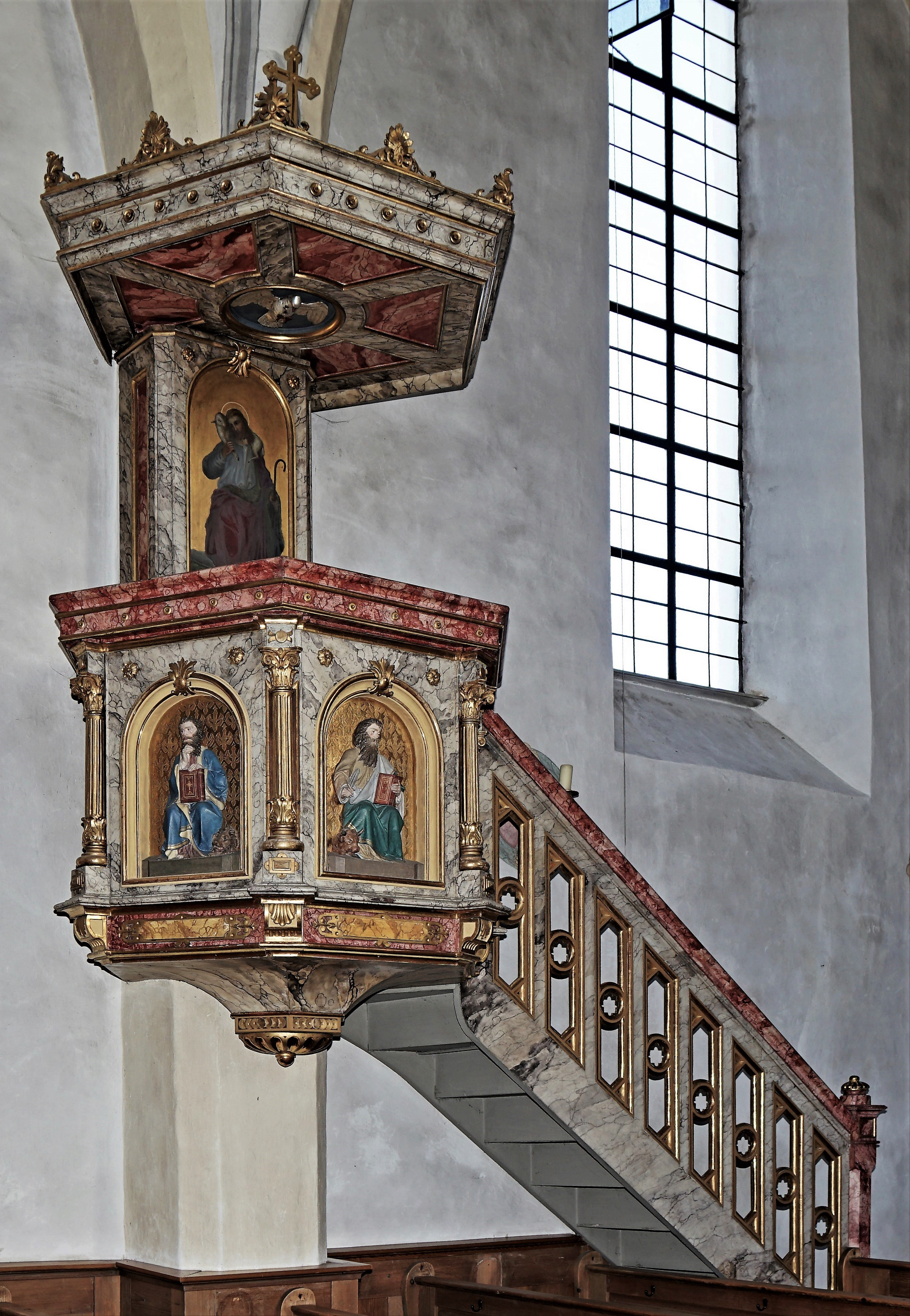
Die Kanzel
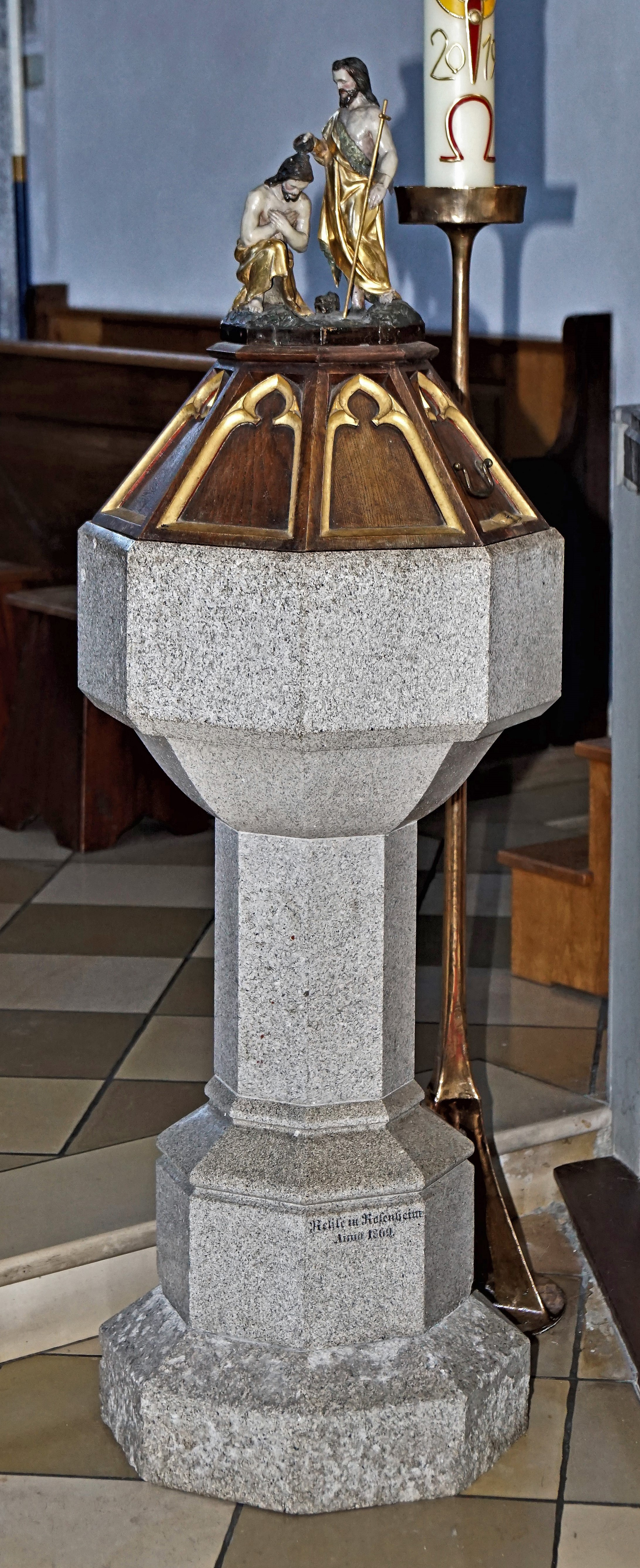
Neugotischer Taufstein

Zur weiteren Einrichtung gehören ein Kruzifix mit Mater dolorosa an der südlichen Chorwand, reliefgeschnitzte, farbig gefasste Kreuzweg-Stationen, Konsolfiguren und Votivbilder.

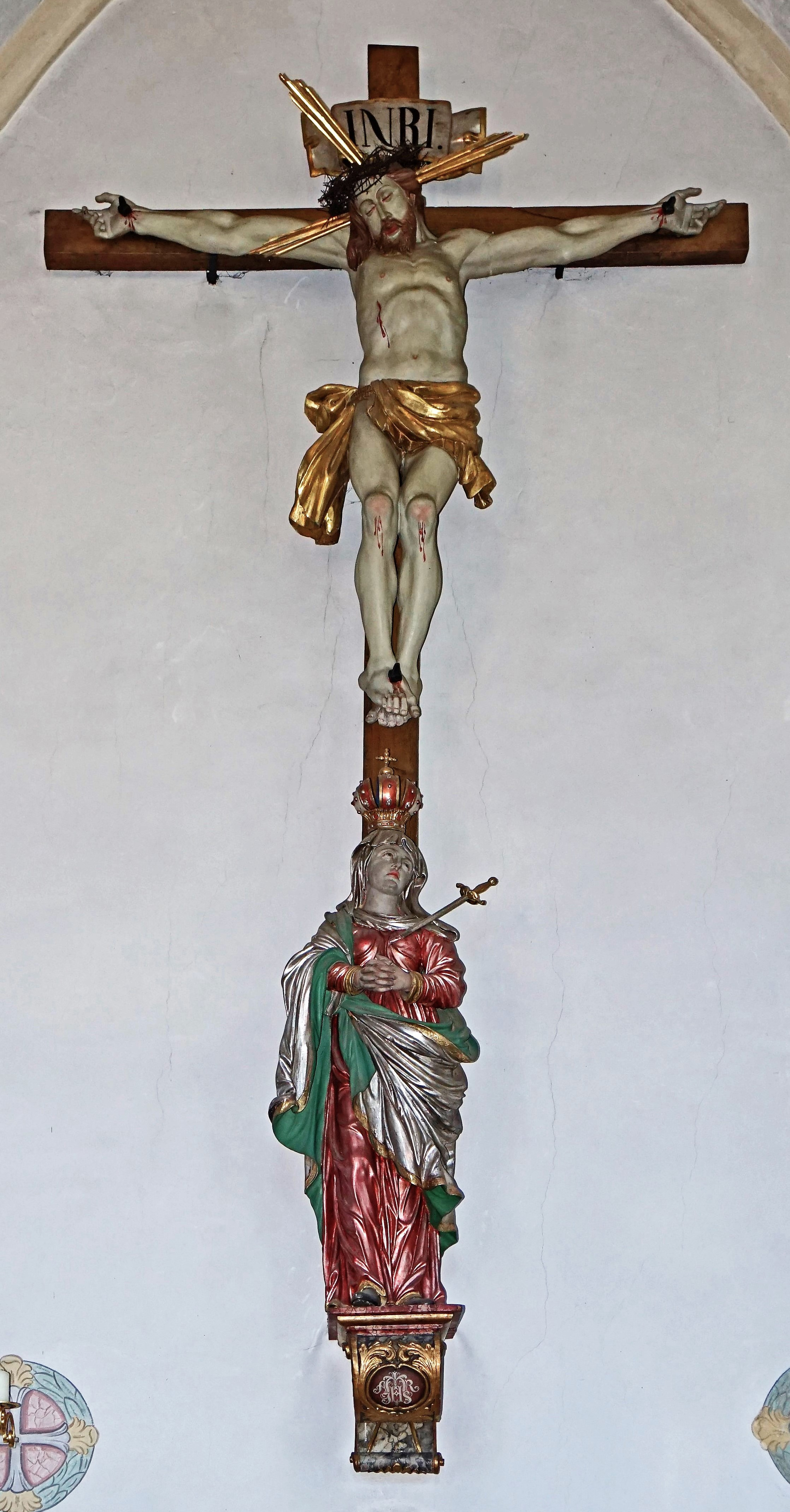
Kruzifix mit Mater dolorosa
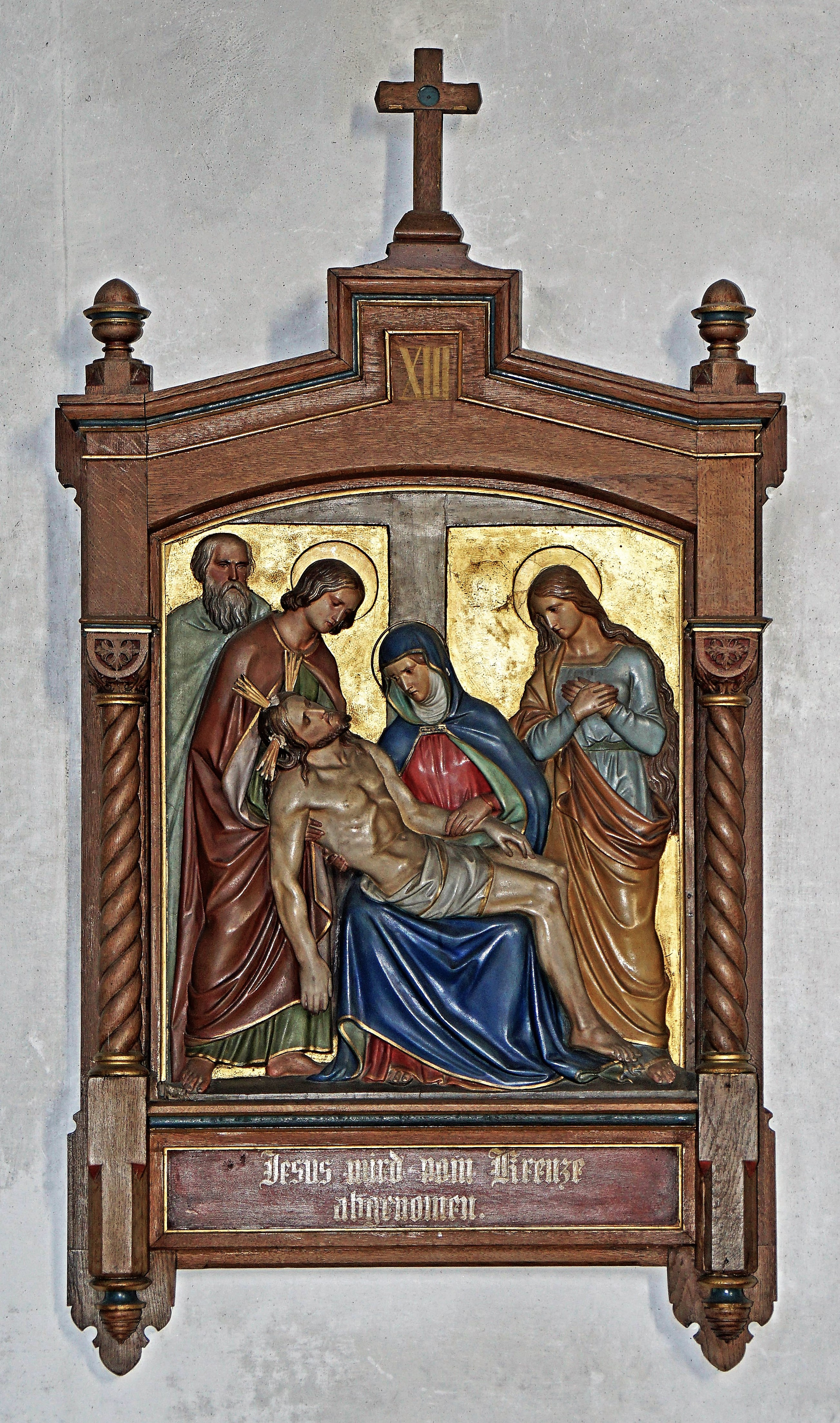
Kreuzweg, 13. Station
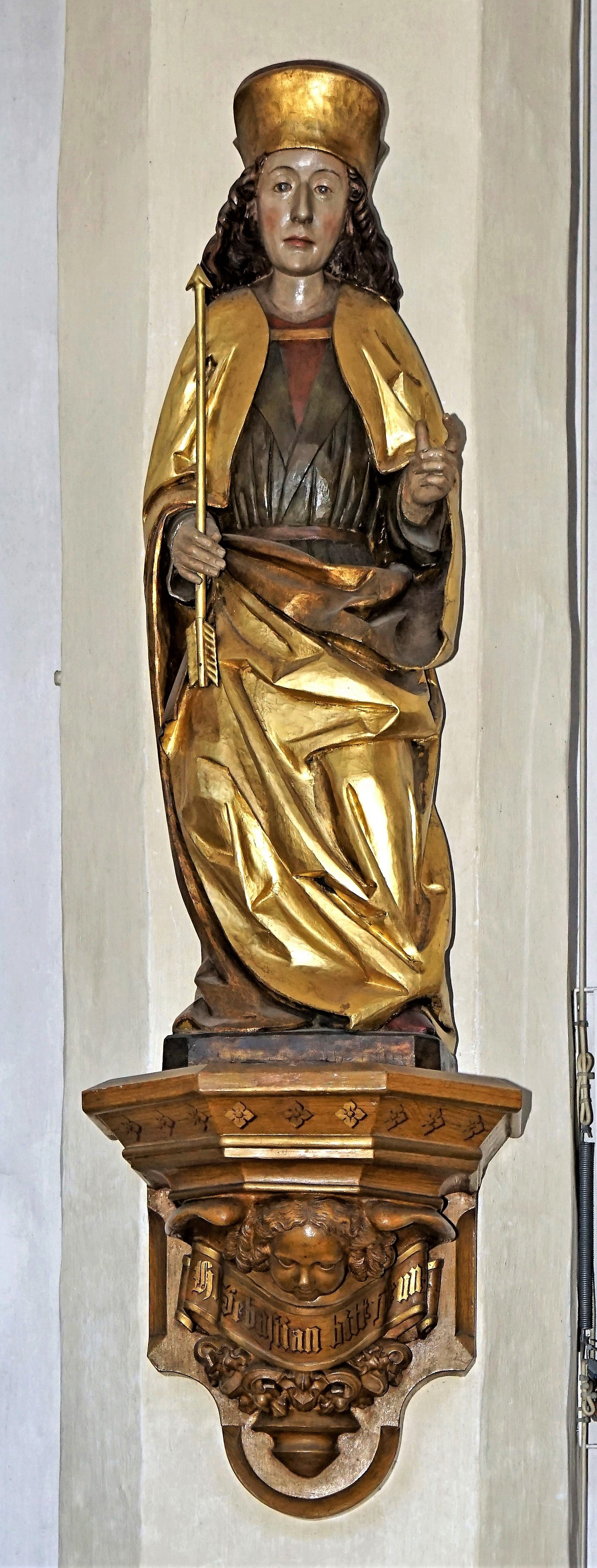
Konsolfigur des hl. Sebastian
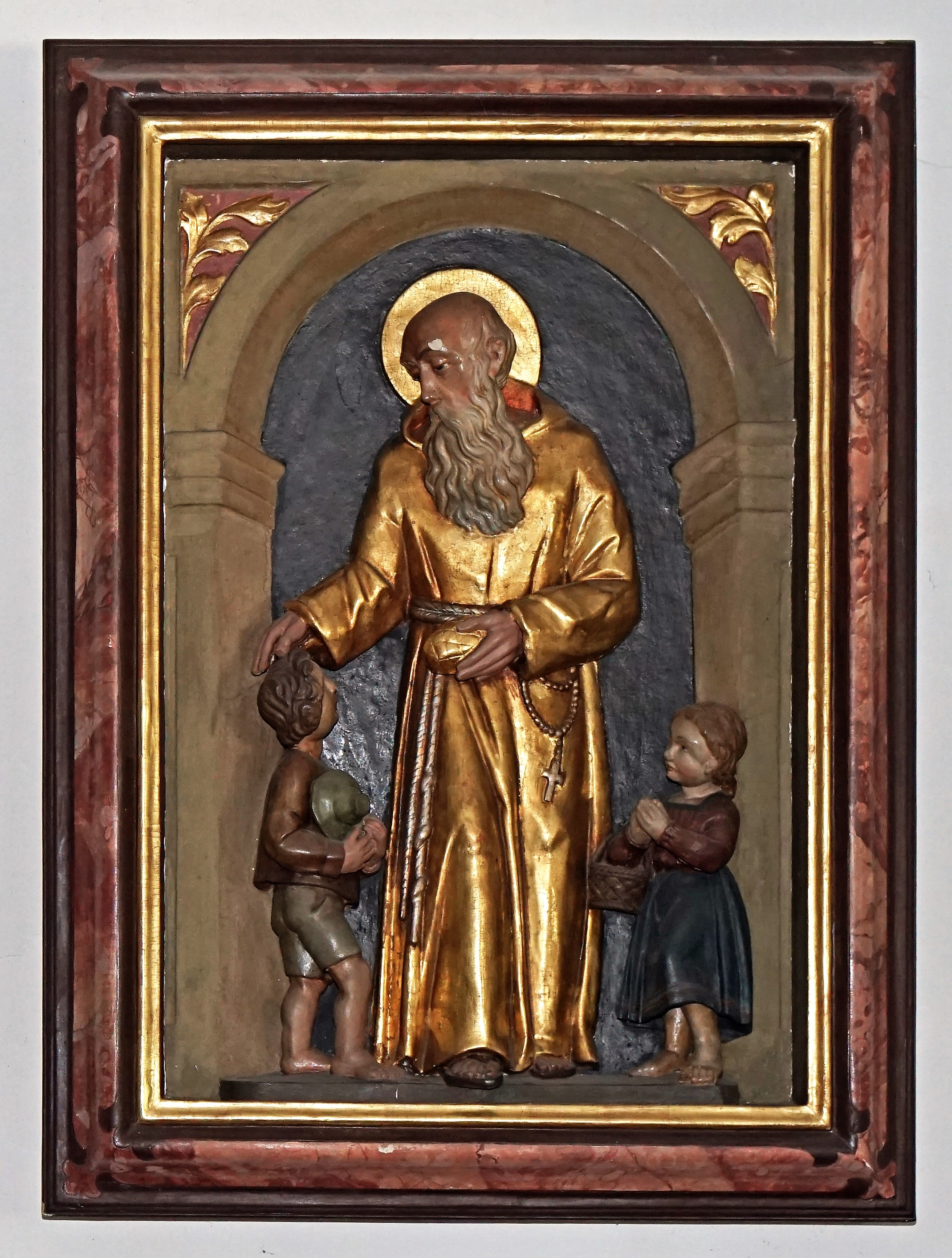
Reliefbild des hl. Antonius
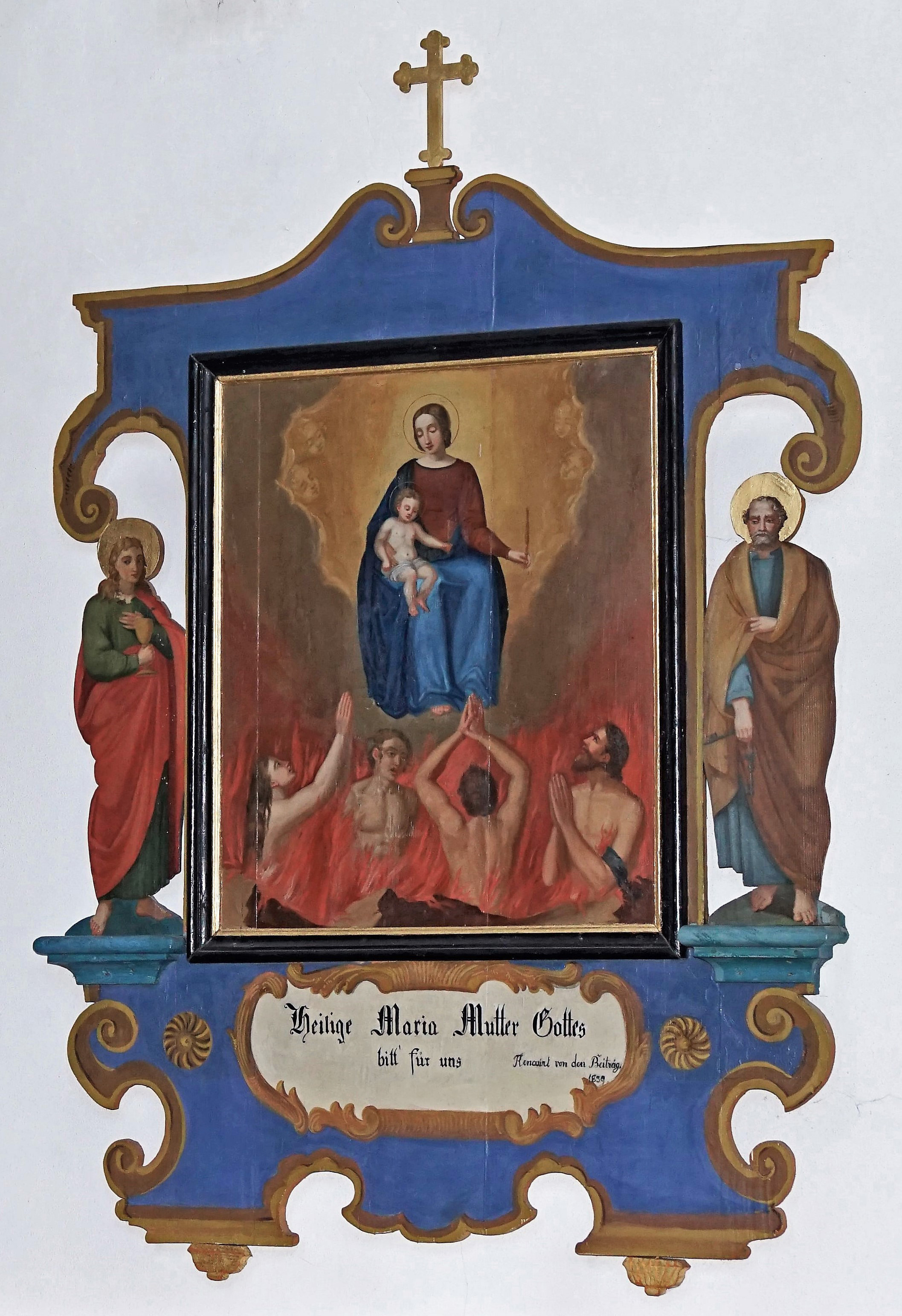
Votivbild

Volksaltar, Ambo und Osterleuchter fertigte 1984/86 der Frasdorfer Bildhauer Josef Hamberger aus Bronze.
Die Orgel wurde 1978 von Guido Nenninger erbaut. Die Vorgängerorgel war von 1923.

## Friedhofskapelle

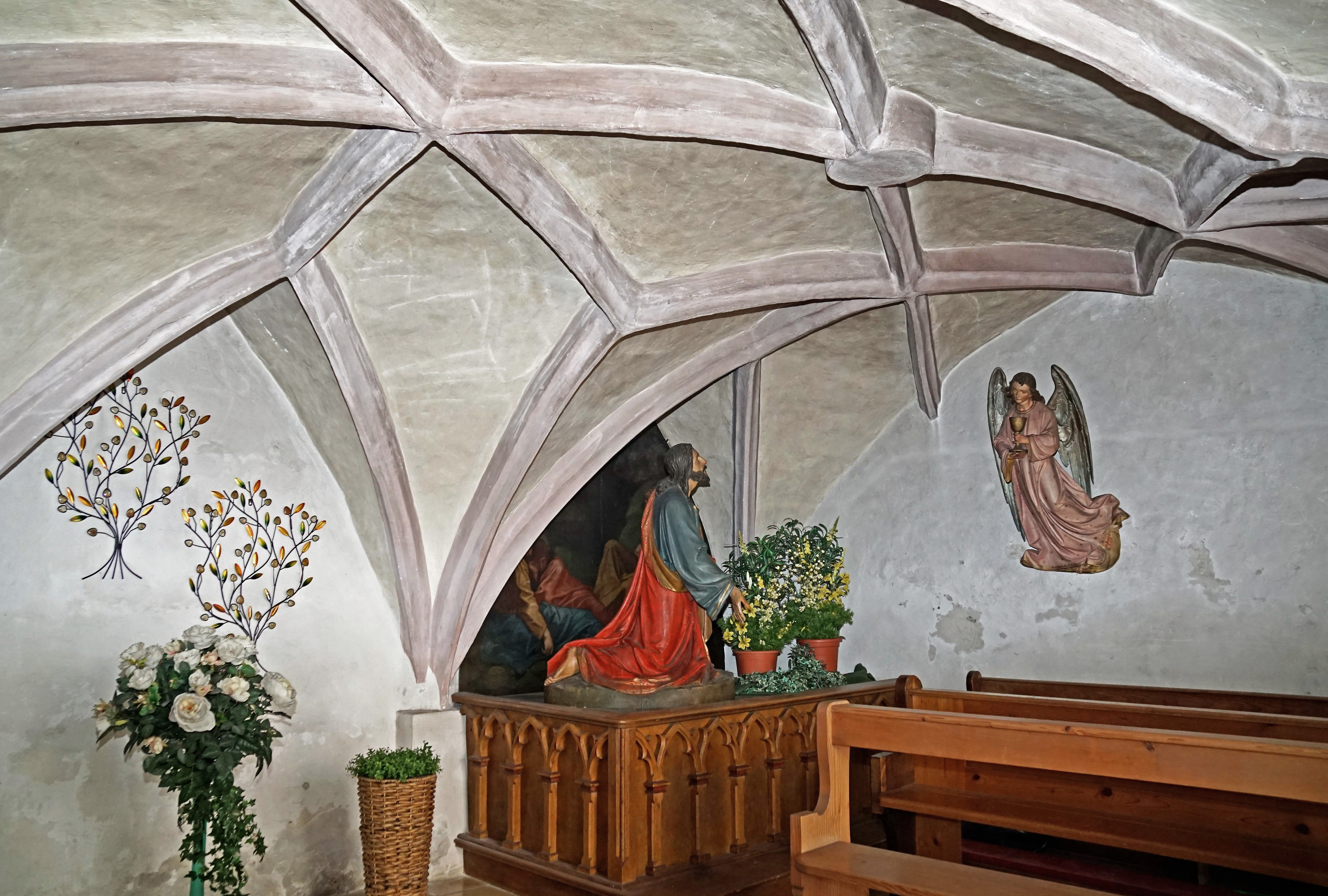
Innenansicht der Friedhofskapelle

Die Friedhofskapelle zu Ehren der Heiligen Sebastian und Barbara wurde 1610 erbaut. Das Obergeschoss des spätgotischen zweigeschossigen Baues mit Zeltdach und Netzrippengewölbe diente als Getreidekasten des Zehents. 1700 wurde die Kapelle restauriert, wobei „5 Fuder“ Gebeine entfernt wurden.
An der Ostseite befindet sich ein Kriegerdenkmal des Ersten und Zweiten Weltkrieges. An der Nordseite sind eine Gedenktafel der Frasdorfer Gefallenen des Krieges 1870/71 sowie Epitaphe des 19. Jahrhunderts angebracht.

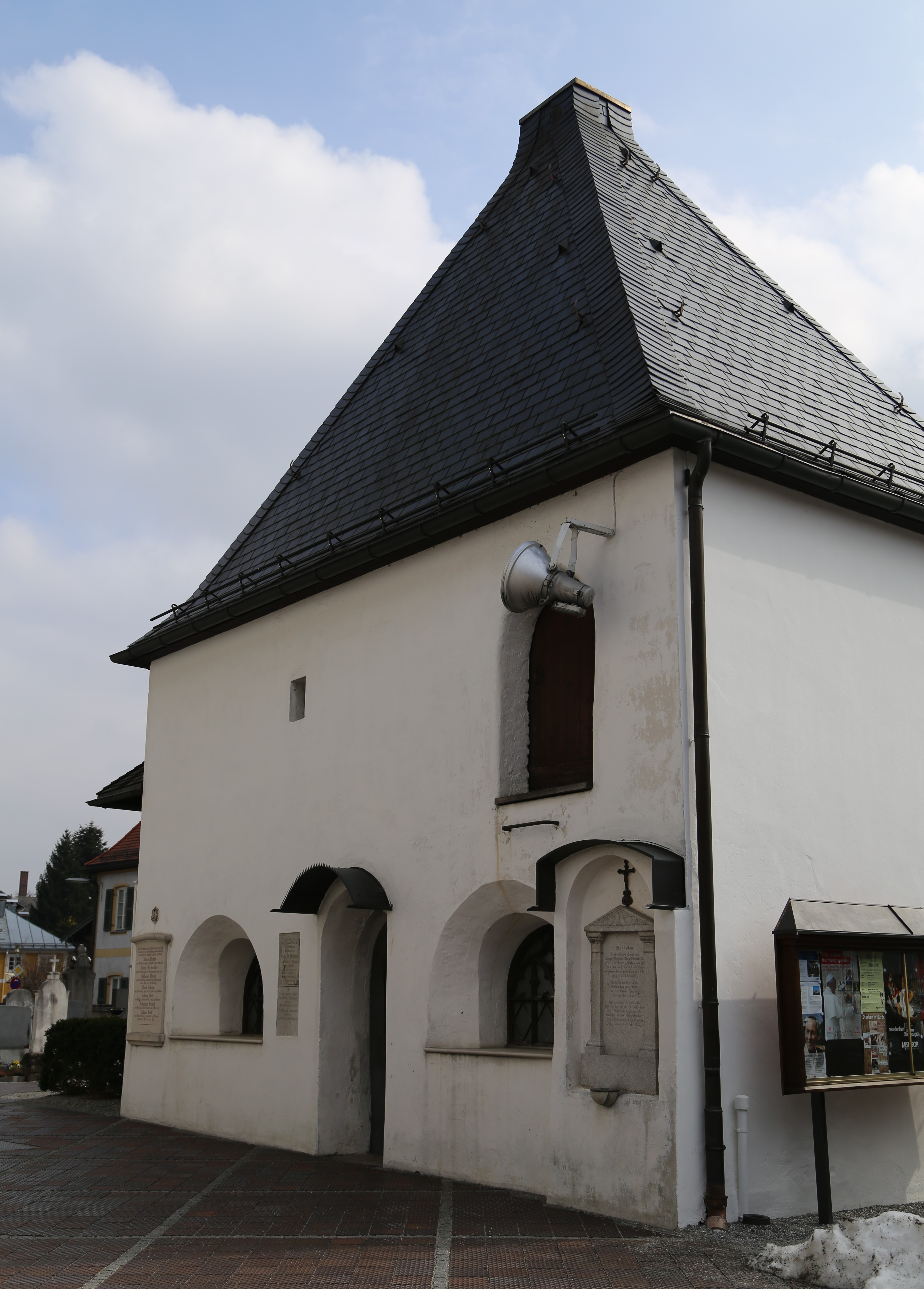
Die Friedhofskapelle
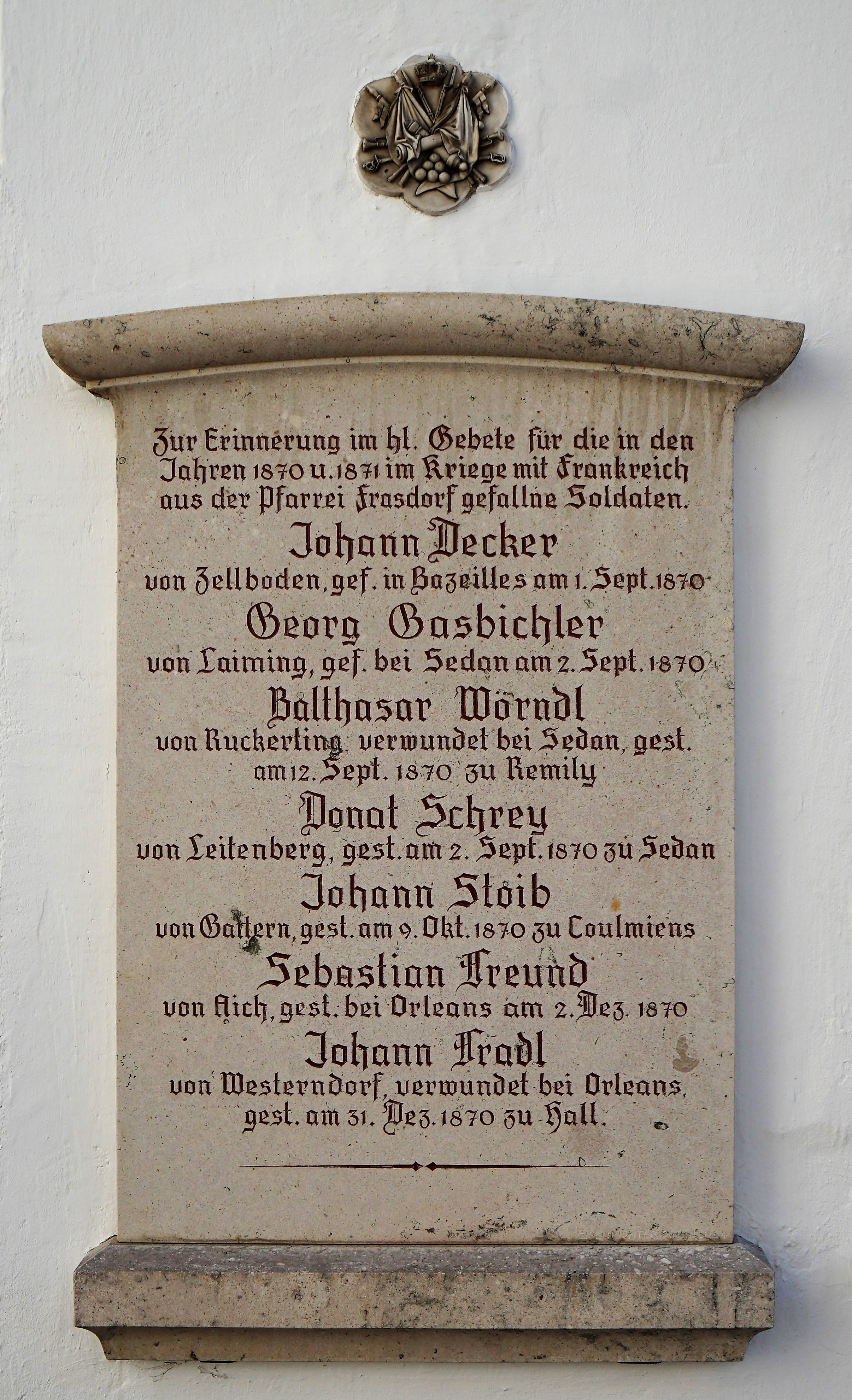
Gedenktafel
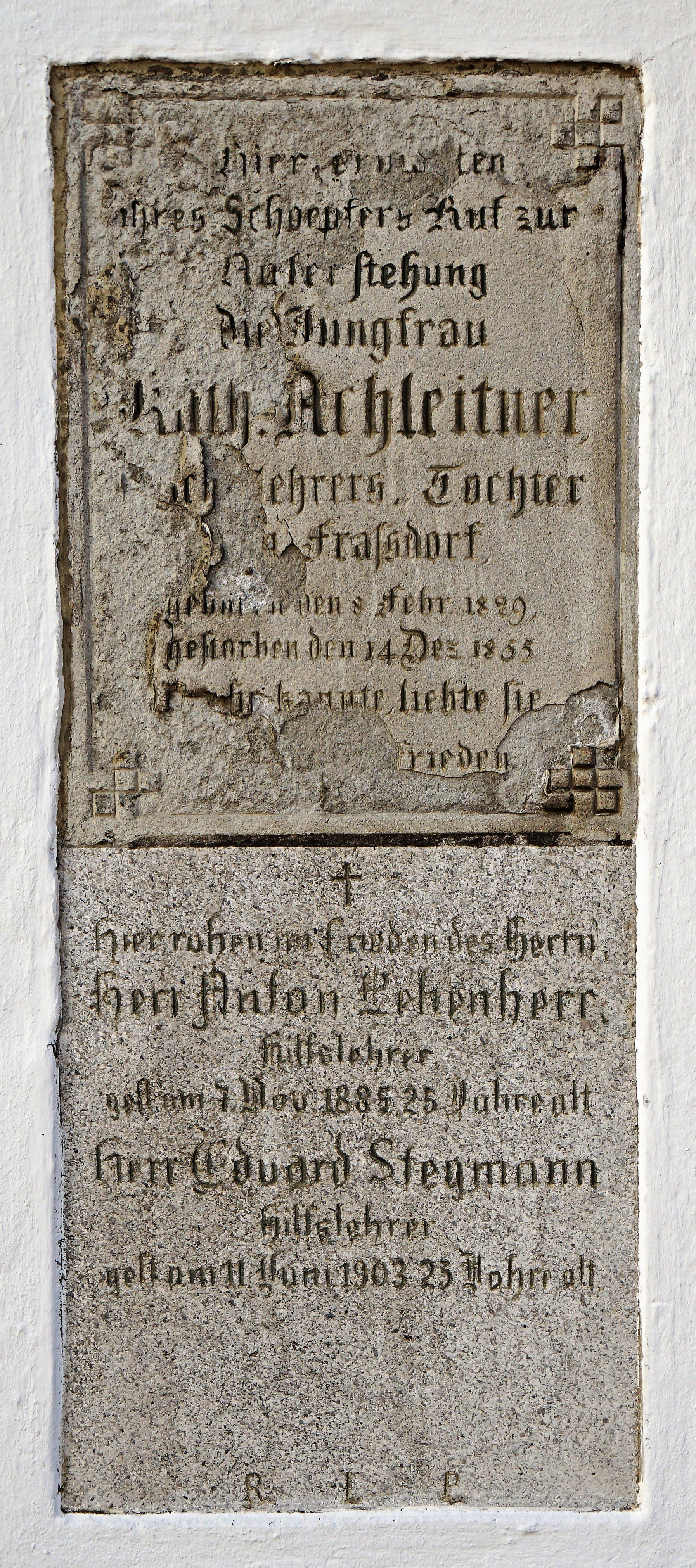
Epitaphe an der Friedhofskapelle
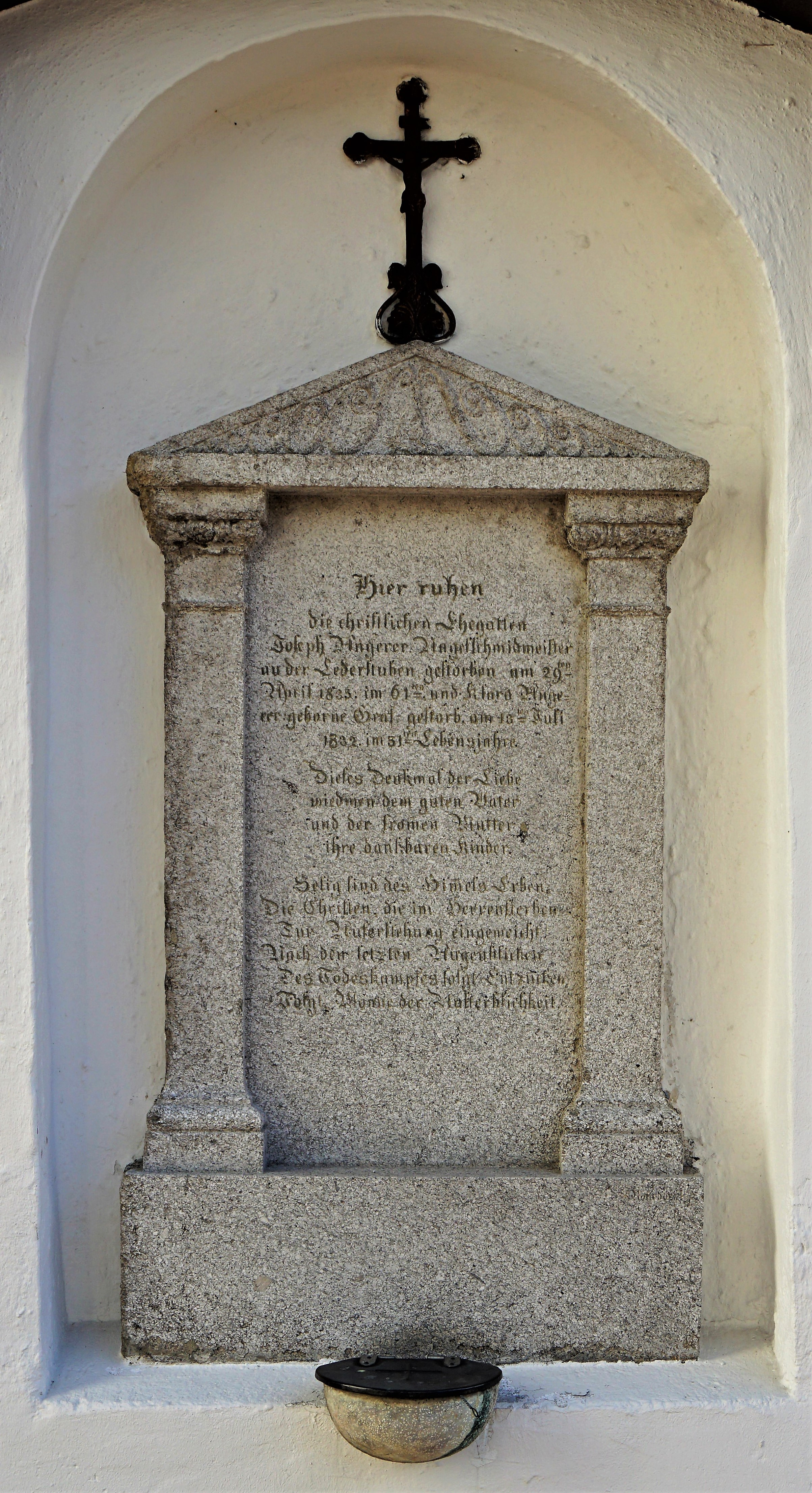
Epitaph